# 千田村 (熊本県)
千田村（ちだむら）は、熊本県の北部、鹿本郡にかつてあった村。

## 歴史
- 1889年（明治22年）4月1日 - 町村制施行に伴い、山鹿郡千田村、持松村、広村が合併し、千田村が発足。
- 1896年（明治29年）4月1日- 山鹿郡と山本郡が合併して鹿本郡となる。
- 1955年（昭和30年）7月1日 - 鹿本郡米野岳村、山内村と合併して鹿央村となり消滅。